# Marché automobile français en 2018
Marché automobile français par année
- 2014
- 2015
- 2016
- 2017
- 2018
- 2019
- 2020
- 2021
- 2022

Le marché automobile français des voitures particulières en 2018 s'établit à 2 173 481 unités vendues, en augmentation de 3 % par rapport à 2017.

## Classement des modèles les plus vendus en France

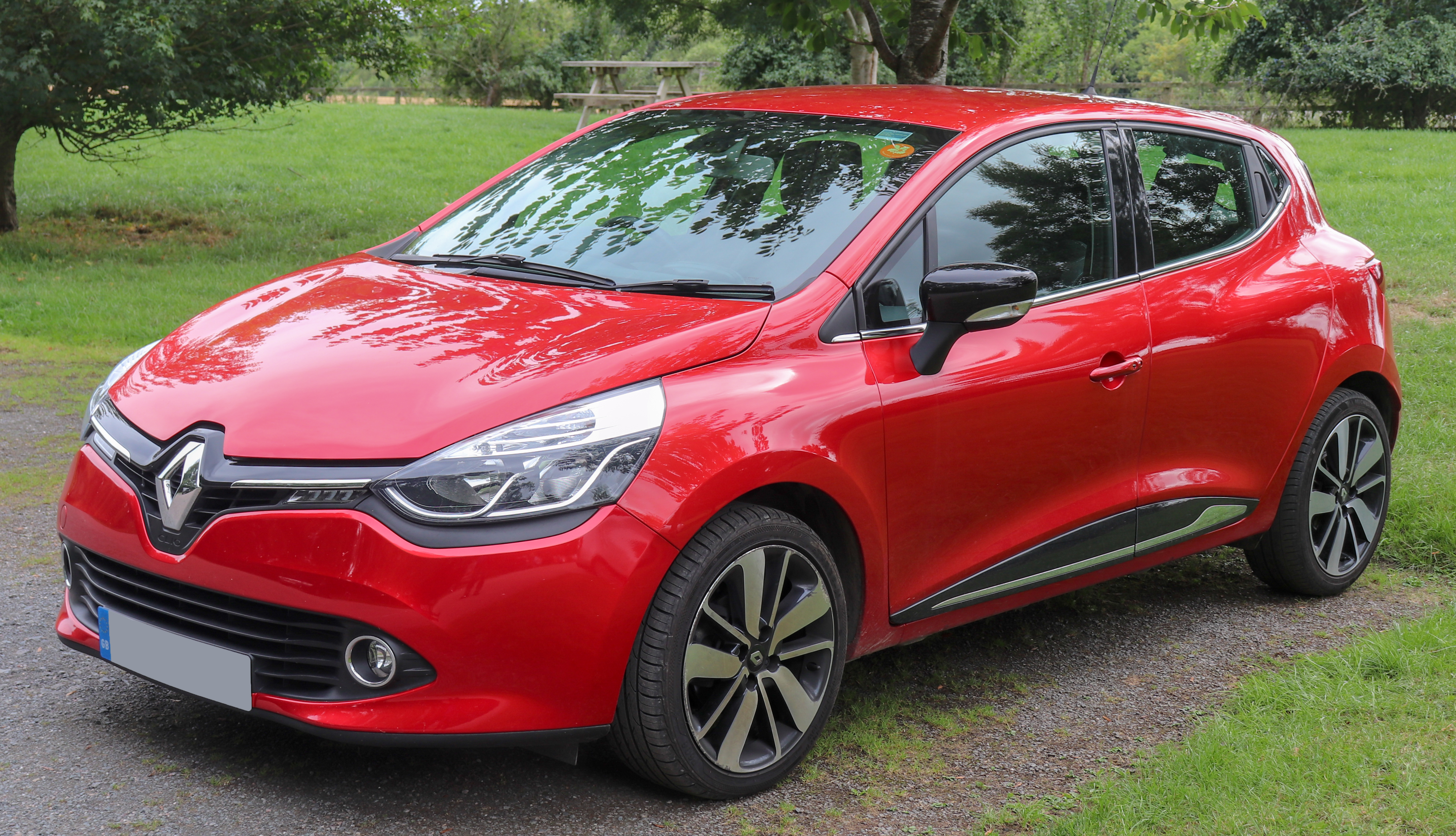
Renault Clio IV, meilleure vente du marché français 2018

| Rang | Modèle                  | Ventes  | Part de marché |
| ---- | ----------------------- | ------- | -------------- |
| 1re  | Renault Clio IV         | 123 658 | 5,7 %          |
| 2e   | Peugeot 208 I           | 102 395 | 4,7 %          |
| 3e   | Peugeot 3008 II         | 84 834  | 3,9 %          |
| 4e   | Citroën C3 III          | 77 937  | 3,6 %          |
| 5e   | Dacia Sandero II        | 70 077  | 3,2 %          |
| 6e   | Renault Captur          | 67 396  | 3,1 %          |
| 7e   | Peugeot 2008 I          | 66 284  | 3 %            |
| 8e   | Peugeot 308 II          | 63 218  | 2,9 %          |
| 9e   | Dacia Duster II         | 46 931  | 2,2 %          |
| 10e  | Renault Twingo III      | 46 372  | 2,1 %          |
| 11e  | Renault Mégane IV       | 45 434  | 2,1 %          |
| 12e  | Citroën C3 Aircross     | 43 799  | 2 %            |
| 13e  | Volkswagen Polo VI      | 36 952  | 1,7 %          |
| 14e  | Toyota Yaris III        | 36 588  | 1,7 %          |
| 15e  | Peugeot 5008 II         | 31 125  | 1,4 %          |
| 16e  | Renault Kadjar          | 27 176  | 1,3 %          |
| 17e  | Volkswagen Golf VII     | 26 736  | 1,2 %          |
| 18e  | Opel Corsa V            | 26 689  | 1,2 %          |
| 19e  | Fiat 500 III            | 25 441  | 1,2 %          |
| 20e  | Ford Fiesta VII         | 25 187  | 1,2 %          |
| 21e  | Nissan Qashqai II       | 23 720  | 1,1 %          |
| 22e  | Renault Scénic IV       | 23 426  | 1,1 %          |
| 23e  | Volkswagen Tiguan II    | 21 539  | 1 %            |
| 24e  | Peugeot 108             | 20 822  | 1 %            |
| 25e  | Toyota C-HR             | 20 203  | 0,9 %          |
| 26e  | Citroën C4 Cactus       | 20 159  | 0,9 %          |
| 27e  | Renault Grand Scénic IV | 17 904  | 0,8 %          |
| 28e  | Citroën C4 Picasso II   | 17 683  | 0,8 %          |
| 29e  | Citroën C1 II           | 17 053  | 0,8 %          |
| 30e  | Renault Zoe             | 17 038  | 0,8 %          |

## Classement par marques
| Rang | Nom de la marque | Volume de ventes 2018 | Volume de ventes 2017 | Variation | Part de marché |
| ---- | ---------------- | --------------------- | --------------------- | --------- | -------------- |
| 1re  | Renault          | 406 222               | 416 577               | 2,49 %    | 18,69 %        |
| 2e   | Peugeot          | 389 518               | 366 872               | 6,17 %    | 17,92 %        |
| 3e   | Citroën          | 213 844               | 201 373               | 6,19 %    | 9,84 %         |
| 4e   | Dacia            | 140 326               | 117 865               | 19,06 %   | 6,46 %         |
| 5e   | Volkswagen       | 140 313               | 139 360               | 0,68 %    | 6,46 %         |
| 6e   | Toyota           | 97 286                | 88 662                | 9,73 %    | 4,48 %         |
| 7e   | Ford             | 82 633                | 84 382                | 2,07 %    | 3,8 %          |
| 8e   | Fiat             | 78 226                | 68 196                | 14,71 %   | 3,6 %          |
| 9e   | Opel             | 71 619                | 72 564                | 1,3 %     | 3,3 %          |
| 10e  | Mercedes-Benz    | 65 808                | 68 007                | 3,23 %    | 3,03 %         |
| 11e  | Nissan           | 59 606                | 71 492                | 16,63 %   | 2,74 %         |
| 12e  | BMW              | 57 337                | 61 309                | 6,15 %    | 2,65 %         |
| 13e  | Audi             | 51 582                | 65 690                | 21,48 %   | 2,37 %         |
| 14e  | Kia              | 42 313                | 37 235                | 13,64 %   | 1,95 %         |
| 15e  | Hyundai          | 35 542                | 29 570                | 20,2 %    | 1,64 %         |
| 16e  | Škoda            | 31 423                | 26 799                | 17,25 %   | 1,45 %         |
| 17e  | Seat             | 31 219                | 24 714                | 26,32 %   | 1,44 %         |
| 18e  | Mini             | 27 378                | 26 431                | 3,58 %    | 1,26 %         |
| 19e  | DS Automobiles   | 24 004                | 21 323                | 12,57 %   | 1,1 %          |
| 20e  | Volvo            | 18 349                | 16 219                | 13,13 %   | 0,84 %         |
| 21e  | Jeep             | 13 191                | 10 892                | 21,11 %   | 0,52 %         |
| 22e  | Alfa Romeo       | 8 332                 | 9 208                 | 9,51 %    | 0,44 %         |
| 23e  | Smart            | 7 446                 | 8 162                 | 8,77 %    | 0,39 %         |
| 24e  | Lexus            | 6 101                 | 5 390                 | 13,19 %   | 0,26 %         |
| 25e  | Porsche          | 4 567                 | 5 457                 | 16,31 %   | 0,26 %         |
| 26e  | Alpine           | 1 156                 | 7                     | 16 414 %  | 0,05 %         |
| 27e  | Infiniti         | 945                   | 1 985                 | 52,39 %   | 0,04 %         |
| 28e  | Maserati         | 606                   | 711                   | 14,8 %    | 0,04 %         |
| 29e  | Chevrolet        | 92                    | 138                   | 33,33 %   | 0,01 %         |
| 30e  | Cadillac         | 19                    | 30                    | 36,67 %   | 0 %            |
| 31e  | Rolls-Royce      | 16                    | 8                     | 100 %     | 0 %            |

## Classement par groupes
| Rang | Nom du groupe | Volume de ventes | Part de marché | Variation |
| ---- | ------------- | ---------------- | -------------- | --------- |

Constitution des groupes automobiles en 2018
- PSA :
  - Peugeot
  - Citroën
  - DS Automobiles
  - Opel

- Groupe Renault :
  - Renault
  - Dacia
  - Alpine

- Volkswagen AG :
  - Volkswagen
  - Audi
  - Seat
  - Škoda
  - Porsche
  - Bentley
  - Lamborghini
  - Bugatti

- Groupe Ford :
  - Ford

- General Motors :
  - Chevrolet
  - Cadillac
  - Corvette

- Groupe Toyota :
  - Toyota
  - Lexus
  - Daihatsu

- FCA :
  - Fiat
  - Alfa Romeo
  - Lancia
  - Abarth
  - Maserati
  - Chrysler
  - Jeep
  - Dodge
  - RAM

- Groupe BMW :
  - BMW
  - Mini
  - Rolls-Royce

- Daimler AG :
  - Mercedes-Benz
  - Smart

- Groupe Nissan :
  - Nissan
  - Infiniti
  - Datsun

- Groupe Hyundai :
  - Hyundai
  - Kia